# Pachyphyllum herzogii
Pachyphyllum herzogii är en orkidéart som beskrevs av Rudolf Schlechter. Pachyphyllum herzogii ingår i släktet Pachyphyllum och familjen orkidéer.
Artens utbredningsområde är Bolivia. Inga underarter finns listade i Catalogue of Life.